# Ludwika Wilhelmina Wittelsbach
Ludwika Wilhelmina Wittelsbach (Marie Ludovika Wilhelmine; ur. 30 sierpnia 1808 w Monachium, zm. 25 stycznia 1892 tamże) – księżniczka i księżna bawarska. Była córką króla Bawarii, Maksymiliana I Józefa, oraz jego żony, Karoliny Fryderyki Badeńskiej.

## Życiorys
Urodziła się 30 sierpnia 1808 roku. Była córką króla Bawarii – Maksymiliana I Józefa i księżniczki Karoliny Fryderyki, oraz przyrodnią siostrą króla Bawarii – Ludwika I i cesarzowej Austrii – Karoliny. Była także siostrą królowej Prus – Elżbiety, królowej Saksonii – Amelii, królowej Saksonii – Marii i arcyksiężnej austriackiej Zofii.

### Księżna Bawarii

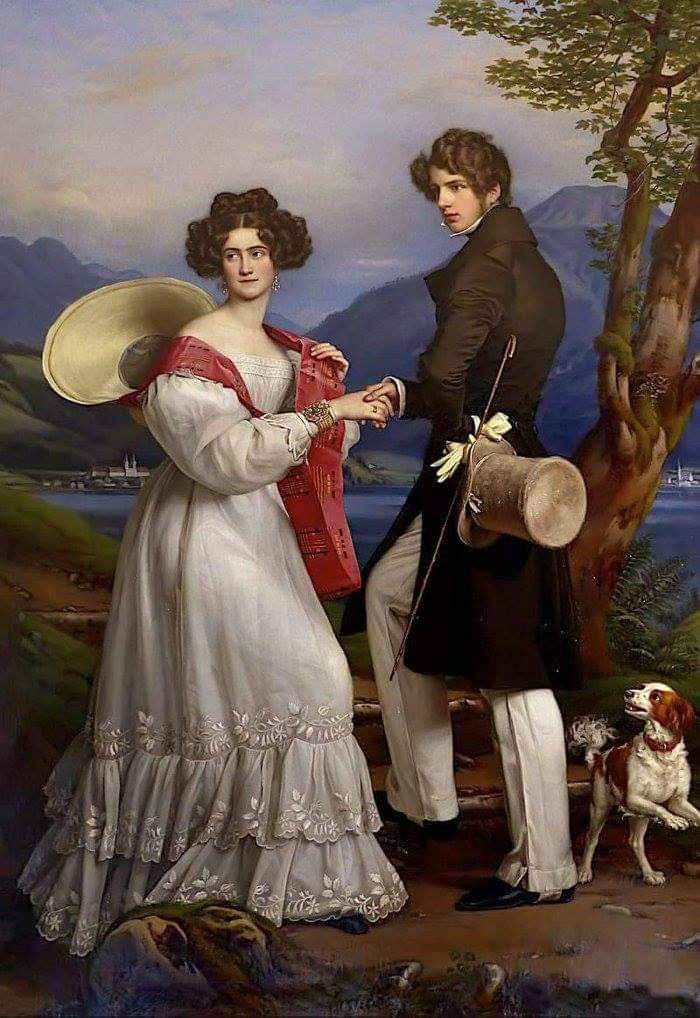
Ludwika i Maksymilian (1828)

9 września 1828 Ludwika poślubiła Maksymiliana Bawarskiego, z młodszej linii Wittelsbachów.
Mąż Ludwiki był bardzo rozrywkowy, dlatego to ona przyjmowała na siebie wszystkie obowiązki. Już na samym początku Maksymilian oświadczył jej, że jej nie kocha i żeni się tylko ze względu na dziadka. Później zdradzał żonę i miał dwie nieślubne córki. Ludwika jako jedyna z córek króla Bawarii wyszła za mąż bardzo skromnie – małżonkowie żyli prawie jak zwykli mieszczanie. Ludwika kochała wieś i przyrodę, nie dbała o strój i odpowiednie towarzystwo. Księżna nie pełniła żadnej funkcji reprezentacyjnej, zajmowała się wychowywaniem swoich dzieci, co wówczas było niecodzienne wśród arystokracji. Nie była żarliwą katoliczką. Zbierała zegarki, interesowała się geografią, polityka nie zajmowała ważnego miejsca w jej życiu. Kiedy jej córka Elżbieta została żoną Franciszka Józefa, Ludwika obawiała się dworu wiedeńskiego, ale kochała swoją starszą siostrę arcyksiężnę Zofię – miała do niej pokorny i poddańczy stosunek.

## Dzieci
| Imię                                | Data urodzenia      | Data śmierci      | Opis |
| ----------------------------------- | ------------------- | ----------------- | --- |
| Ludwik Wilhelm                      | 21 czerwca 1831     | 6 listopada 1920  | Dwukrotnie żonaty. Z pierwszą żoną, Henriette Mendel, miał dwoje dzieci – Marię (1858–1940) i Karla Emanuela (1859). Z drugą żoną, Barbarą Antonie Barth, nie miał dzieci. |
| Wilhelm Karol                       | 24 grudnia 1832     | 13 lutego 1833    | Zmarł w wieku kilku miesięcy. |
| Helena Karolina Teresa, zwana Néné  | 4 kwietnia 1834     | 16 maja 1890      | Wyszła za mąż za księcia Maksymiliana Antoniego von Thurn und Taxis, z miała czworo dzieci, Luizę (1859–1948), Elżbietę (1860–1881),Maksymiliana (1862–1885) oraz Alberta (1867–1952)                                                                                         |
| Elżbieta Amelia Eugenia, zwana Sisi | 24 grudnia 1837     | 10 września 1898  | Wyszła za mąż za cesarza Austrii, Franciszka Józefa I. Miała z nim czworo dzieci, Zofię (1855–1857), Gizelę (1856–1932), Rudolfa (1858–1889) i Marię Walerię (1868–1924). |
| Karol Teodor                        | 9 sierpnia 1839     | 30 listopada 1909 | Dwukrotnie żonaty. Z pierwszą żoną, Zofią Wettyn, miał jedną córkę, Amelię (1865–1912). Z drugą żoną, Marią Józefą Bragancą, miał pięcioro dzieci: Zofię (1875–1957), Elżbietę Gabrielę (1876–1965),Marię Gabrielę (1878–1912), Ludwika (1884–1968) i Franciszka (1888–1912). |
| Maria Zofia Amelia                  | 4 października 1841 | 19 stycznia 1925  | Była żoną króla Obojga Sycylii, Franciszka II Burbona. Mieli jedną córkę, Krystynę (1869–1870). |
| Matylda Ludwika                     | 30 września 1843    | 18 czerwca 1925   | Wyszła za mąż za Ludwika, hrabiego Trani. Mieli jedną córkę, Marię Teresę (1867–1909). |
| Maksymilian                         | 8 grudnia 1845      | 8 grudnia 1845    | Zmarł przy porodzie. |
| Zofia Charlotta Augustyna           | 23 lutego 1847      | 4 maja 1897       | W 1868 roku wyszła za mąż za Ferdynanda Orleańskiego, księcia Alençon. Mieli dwoje dzieci: Ludwikę Wiktorię Orleańską-Alençon (1869–1952) oraz Filipa Emanuela Orleańskiego-Alençon (1872–1931).                                                                              |
| Maksymilian Emanuel                 | 7 grudnia 1849      | 12 czerwca 1893   | Ożenił się z Amalią z Saksonii-Coburg-Gotha. Mieli razem trzech synów, Zygfryda (1876–1952), Krzysztofa (1879–1963) i Leopolda (1890–1973). |

## Genealogia
| Prapradziadkowie                           | Christian II Wittelsbach (1637-1717) ∞1743 Zofia Charlotta Salm-Dhaun (1719-1770)                                            | Fryderyk Michał Wittelsbach (Pfalz-Birkenfeld) (1724-1767) ∞1746 Maria Franciszka Wittelsbach (Pfalz-Sulzbach) (1724-1794)   | Karol Arenberg ∞ Luiza Małgorzata de la Marck-Schleiden                                                             | Ludwik Józef de Maill ∞ Adelajda Julia d’Hautefort                                                                  | Christian III Wittelsbach (Pfalz-Zweibrücken) (1674-1735) ∞1719 Karolina Nassau-Saarbrücken (1704–1774)                    | Józef Karol Wittelsbach (Pfalz-Sulzbach) (1694-1729) ∞1717 Elżbieta Augusta Wittelsbach (1693-1728)                        | wielki książę Badenii Karol Fryderyk Badeński (1728-1811) ∞1751 Karoline Luise Hessen-Darmstadt(1723-1783) | landgraf Hesji-Darmstadt Ludwik IX (1719-1790) 1741 Karolina Wittelsbach (Pfalz-Zweibrücken)           |
| Pradziadkowie                              | książę Palatynatu-Zweibrücken-Birkenfeld Christian III Wittelsbach (1674-1735) ∞1719 Karoliną Nassau-Saarbrücken (1704-1774) | książę Palatynatu-Zweibrücken-Birkenfeld Christian III Wittelsbach (1674-1735) ∞1719 Karoliną Nassau-Saarbrücken (1704-1774) | | | Fryderyk Michał Wittelsbach (Pfalz-Birkenfeld) (1724-1767) ∞1746 Maria Franciszka Wittelsbach (Pfalz-Sulzbach) (1724-1794) | Fryderyk Michał Wittelsbach (Pfalz-Birkenfeld) (1724-1767) ∞1746 Maria Franciszka Wittelsbach (Pfalz-Sulzbach) (1724-1794) | Karol Ludwik Badeński (1755–1801) ∞1775 Amalia Fryderyka Hessen-Darmstadt (1754-1832)                      | Karol Ludwik Badeński (1755–1801) ∞1775 Amalia Fryderyka Hessen-Darmstadt (1754-1832)                  |
| Dziadkowie                                 | książę Palatynatu-Birkenfeld Fryderyk Michał Wittelsbach (1724-1767) ∞1746 Maria Franciszka Wittelsbach (1724-1794)          | książę Palatynatu-Birkenfeld Fryderyk Michał Wittelsbach (1724-1767) ∞1746 Maria Franciszka Wittelsbach (1724-1794)          | książę Palatynatu-Birkenfeld Fryderyk Michał Wittelsbach (1724-1767) ∞1746 Maria Franciszka Wittelsbach (1724-1794) | książę Palatynatu-Birkenfeld Fryderyk Michał Wittelsbach (1724-1767) ∞1746 Maria Franciszka Wittelsbach (1724-1794) | król Bawarii Maksymilian I Józef Wittelsbach (1756–1825) ∞1797 Karolina Fryderyka Badeńska (1776–1841)                     | król Bawarii Maksymilian I Józef Wittelsbach (1756–1825) ∞1797 Karolina Fryderyka Badeńska (1776–1841)                     | król Bawarii Maksymilian I Józef Wittelsbach (1756–1825) ∞1797 Karolina Fryderyka Badeńska (1776–1841)     | król Bawarii Maksymilian I Józef Wittelsbach (1756–1825) ∞1797 Karolina Fryderyka Badeńska (1776–1841) |
| Rodzice                                    | król Bawarii Maksymilian I Józef Wittelsbach (1756-1825) ∞1797 Karolina Fryderyka Badeńska (1776-1841)                       | król Bawarii Maksymilian I Józef Wittelsbach (1756-1825) ∞1797 Karolina Fryderyka Badeńska (1776-1841)                       | król Bawarii Maksymilian I Józef Wittelsbach (1756-1825) ∞1797 Karolina Fryderyka Badeńska (1776-1841)              | król Bawarii Maksymilian I Józef Wittelsbach (1756-1825) ∞1797 Karolina Fryderyka Badeńska (1776-1841)              | król Bawarii Maksymilian I Józef Wittelsbach (1756-1825) ∞1797 Karolina Fryderyka Badeńska (1776-1841)                     | król Bawarii Maksymilian I Józef Wittelsbach (1756-1825) ∞1797 Karolina Fryderyka Badeńska (1776-1841)                     | król Bawarii Maksymilian I Józef Wittelsbach (1756-1825) ∞1797 Karolina Fryderyka Badeńska (1776-1841)     | król Bawarii Maksymilian I Józef Wittelsbach (1756-1825) ∞1797 Karolina Fryderyka Badeńska (1776-1841) |
| Ludwika Wilhelmina Wittelsbach (1808–1892) | | | | | | | | |